# Hinduja Cargo Services
Hinduja Cargo Services, auch Lufthansa Cargo India, war eine indische Frachtfluggesellschaft mit Sitz in Neu-Delhi.

## Geschichte
Die Gründung der Hinduja Cargo Services erfolgte am 9. Februar 1996. Die deutsche Lufthansa Cargo beteiligte sich mit 40 % an der Neugründung, während die Hinduja-Gruppe die restlichen 60 % hielt. Der Betrieb wurde am 9. Mai 1997 mit zwei Boeing 727-200(F) auf Strecken aufgenommen, die Lufthansa Cargo zuvor mit Flugzeugen des Typs Douglas DC-8 bedient hatte. Hierzu zählten sowohl Flüge vom Drehkreuz in Schardscha zu diversen indischen Flughäfen als auch regionale Frachttransporte in Indien selbst.
Im April 2000 gab Lufthansa Cargo das Ende der Zusammenarbeit bekannt, da die Nachfrage für Frachtflüge nach Indien die eigenen Erwartungen deutlich überstiegen hatte. So plante man die Flüge in Zukunft direkt von Frankfurt aus mit Maschinen des Typs McDonnell Douglas MD-11F durchzuführen; damit einher ging eine Zeitersparnis von sieben bis acht Stunden.

## Flugziele
Die Gesellschaft bediente zuletzt Bangalore, Calcutta, Colombo, Neu-Delhi, Karatschi, Kathmandu, Lahore, Mumbai, Schardscha und Thiruvananthapuram.

## Flotte
Die Flotte bestand im April des Jahres 2000 aus drei Boeing 727-200F.

## Zwischenfälle

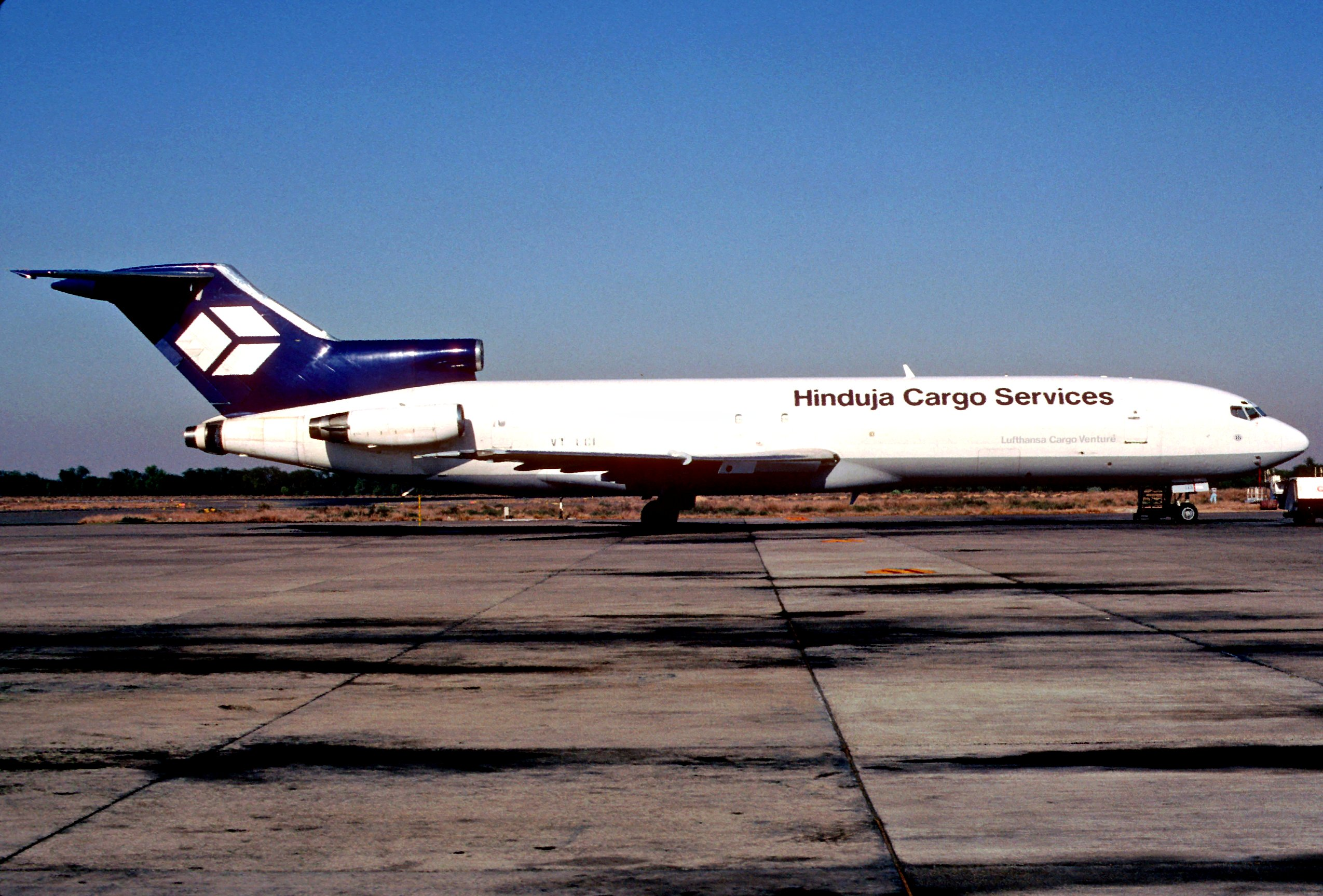
Das verunglückte Flugzeug im Dezember 1998

- Am 7. Juli 1999 wurde eine Boeing 727-243(F) der Hinduja Cargo Services mit dem Luftfahrzeugkennzeichen VT-LCI fünf Minuten nach dem Start vom Flughafen Kathmandu in eine Hügelkette etwa 15 Kilometer südlich des Startflughafens geflogen und vollständig zerstört. Die Maschine auf dem in Namen der Lufthansa Cargo durchgeführten Lufthansa-Flug 8533 stieg nach dem Abheben in einer zu flach ausgeführten Kurve nur unzureichend und kollidierte in einer Höhe von 7.550 Fuß mit dem Gelände. Alle fünf Besatzungsmitglieder kamen ums Leben. Hauptursachen waren die Nichteinhaltung des vorgeschriebenen Abflugverfahrens, das mangelhafte Briefing durch den Kapitän, ungenügende Koordination innerhalb der Cockpit-Crew und die viel zu langsame Reaktion auf die wiederholten Warnungen des Ground Proximity Warning Systems (Bodenannäherungs-Warnsystem) (siehe auch Lufthansa-Cargo-Flug 8533).[5][6]